# Matthieu Vandiest
Matthieu Vandiest, (10 februari 1981) is een gewezen Belgische atleet, die zich had toegelegd op de middellange afstand. Hij nam eenmaal deel aan de Europese kampioenschappen en veroverde drie Belgische titels.

## Biografie
Vandiest werd in 2005 voor het eerst Belgisch indoorkampioen op de 1500 m. Het jaar nadien hernieuwde hij deze titel en veroverde ook outdoor de Belgische titel op dat nummer. Hij nam dat jaar ook deel aan de Europese kampioenschappen, waar hij werd uitgeschakeld in de series.

### Clubs
Vandiest was aangesloten bij CA Brabant Wallon.

## Belgische kampioenschappen
Outdoor
| Onderdeel | Jaar |
| --------- | ---- |
| 1500 m    | 2006 |

Indoor
| Onderdeel | Jaar       |
| --------- | ---------- |
| 1500 m    | 2005, 2006 |

## Persoonlijke records
Outdoor
| Onderdeel | Prestatie | Datum            | Plaats             |
| --------- | --------- | ---------------- | ------------------ |
| 800 m     | 1.47,78   | 27 augustus 2002 | Naimette-Xhovémont |
| 1000 m    | 2.21,35   | 25 augustus 2000 | Brussel            |
| 1500 m    | 3.36,33   | 30 augustus 2002 | Brussel            |
| 1 mijl    | 4.03,75   | 1 juni 2003      | Hengelo            |

Indoor
| Onderdeel | Prestatie | Datum            | Plaats |
| --------- | --------- | ---------------- | ------ |
| 800 m     | 1.49,04   | 10 februari 2002 | Gent   |
| 1500 m    | 3.43,33   | 18 februari 2001 | Gent   |

## Palmares

### 800 m
- 2004:  BK AC - 1.51,59

### 1500 m
- 1999: 9e in serie EK U20 in Riga
- 2001:  BK indoor AC - 3.43,33
- 2001: 8e in serie EK U23 in Amsterdam – 3.51,71
- 2001:  BK AC - 4.01,51
- 2002:  BK indoor AC - 3.46,76
- 2003:  BK indoor AC - 3.47,43
- 2005:  BK indoor AC - 3.43,46
- 2006:  BK indoor AC - 3.48,28
- 2006:  BK AC - 3.55,56
- 2006: 13e in serie EK in Göteborg – 3.50,28

### veldlopen
- 1999: 79e op WK junioren in Belfast
- 1999: 79e op EK junioren in Velenje

## Onderscheidingen
- 2000: Gouden Spike voor beste belofte
- 2000: Grand Prix Avenir LBFA